# القاهرة (فلم)
القاهرة: فيلم مصري من إنتاج سنة 1963.

## قصة
على شاب ضائع، تغريه عصابة دولية للاشتراك في سرقة آثار توت عنخ أمون، يتعرف على فتاة بسيطة، ضائعة مثله، تحاول الفتاة بحبها له أن تبعده عن هذه العصابة لكنه يحلم بشراء مزرعة، أما العصابة فيتزعمها لص دولى معروف، يستعين بعدد من اللصوص الكبار، والشبان المتلهفين على الثروة، يخطط المهرب مع مجموعة الشبان لسرقة إحدى القطع النادرة من المتحف المصرى، ويتمكن مع زملائه من دخول المتحف ليلاً، ويسرق القطعة الأثرية، لكنه لا يستطيع أن يهرب بالآثار التي سرقها، كانت الشرطة المصرية تراقبه وتترصد خطاه، ولعنة الفراعنة تطارده، يقع في أيدى الشرطة المصرية، ويحصل على مكافأة من الشرطة تعينه على الزواج من حبيبته ويشتريان الأرض التي كانا يحلمان بها.

## فريق العمل

### بطولة
| - جورج ساندرز: ويلى - ريتشارد جونسون: على - فاتن حمامة: أمينة - جون ميلون - أحمد مظهر: كريم | - إريك بولمان - والتر ريلا - كمال الشناوي - صلاح نظمي - شويكار: مريم | - مونا - عبد الخالق صالح - سعيد أبو بكر: عثمان - صلاح منصور - يوسف شعبان | - عزت العلايلي: ضابط شرطة - محمد عبد الرحمن - ناهد صبري: راقصة - محمد حمدي - صلاح جاهين |

## روابط خارجية
- مقالات تستعمل روابط فنية بلا صلة مع ويكي بيانات
- فاتن حمامة بطلة الفيلم الأمريكى “Cairo“
- بالفيديو.. نجمة هوليوود فاتن حمامة في فيلم Cairo